# Związek Polaków w Czechosłowacji
Związek Polaków w Czechosłowacji – organizacja społeczno-polityczna powstała w 1938 roku zrzeszająca Polaków z Zaolzia i występująca w obronie ich praw w państwie czechosłowackim.

## Geneza
Przymiarki do utworzenia jednolitej organizacji skupiającej zamieszkałych w Czechosłowacji Polaków trwały od samego momentu powstania państwa czechosłowackiego. Główną przeszkodą na tej drodze było rozbicie ideowe i wyznaniowe Polaków w państwie czeskim. Na podział religijny katolicy – luteranie nakładał się nabierający coraz większego znaczenia podział ideologiczny prawica (konserwatyści) – lewica (socjaliści, komuniści).
Ideę powstania jednolitej polskiej organizacji zdecydowanie odrzucała sekcja polska KPCz, opowiadająca się za braterską współpracą z czeskimi socjalistami oraz Polska Socjalistyczna Partia Robotnicza, a zwłaszcza jej lewicowe skrzydło skupione wokół Emanuela Chobota i L. Lizaka.
W 1923 roku dwie główne organizacje narodowe Stronnictwo Ludowe i Związek Ślązaków Katolików powołały wspólny blok pod nazwą Polski Związek Ludowy. Przez cały okres istnienia Czechosłowacji te dwie partie będą szły do wyborów razem, najczęściej wspierane przez ślązakowców i (poza wyborami 1928 i 1935) polskich socjalistów, albo inne mniejszości narodowe (żydowską, słowacką lub karpatorusińską).
Utworzenie jednolitego bloku polskiego przyspieszyła wyborcza klęska PSPR w 1935 roku, która zdecydowała się na koalicję wyborczą z czeską lewicą, nie uzyskując w zamian mandatu. W wyniku wyborów doszło do rozłamu w partii: część działaczy z A. Łukoszem na czele powołała jeszcze w tym samym roku Polską Partię Socjaldemokratyczną (PPSD), która w 1937 roku zjednoczyła się z centrowo-ewangelickim Stronnictwem Ludowym w Polską Partię Ludową.
W tworzenie jednolitej organizacji polskiej w Czechosłowacji zaangażował się mocno rząd II RP, licząc, że stanie się ona lokalnym wykonawcą działań wymierzonych w państwo czeskie podejmowanych w Warszawie i Budapeszcie.
W marcu 1937 roku doszło do powołania Komitetu Porozumiewawczego Stronnictw Polskich w Czechosłowacji, obejmującego Związek Ślązaków Katolików (ZŚlK), Polską Partię Ludową i Macierz Szkolną.
W marcu 1938 formalnie powstał Związek Polaków w Czechosłowacji, na którego czele stanął poseł Leon Wolf.

## Program polityczny
Związek Polaków w Czechosłowacji formalnie stojąc na gruncie lojalizmu państwowego domagał się od rządu w Pradze respektowania praw mniejszości narodowych, w szczególności prawa do nauczania w języku ojczystym (kładziono nacisk na zwiększenie ilości polskich szkół i rządowe dotacje dla nich), prawa do używania języka polskiego w urzędach na Śląsku Cieszyńskim oraz dwujęzycznych nazw miejscowości i ulic. Postulaty stricte polityczne szły nawet nieco dalej: domagano się wprowadzenia oficjalnej autonomii dla polskojęzycznych rejonów Czechosłowacji (szczególnie w powiatach: Czeski Cieszyn, Frysztat, Karwina, Bogumin i Jabłonków).

## Pozycja lokalna Związku
Sprawdzianem siły Związku były wybory gminne na terenie Śląska Cieszyńskiego w maju i czerwcu 1938 roku – organizacje polskie (w większości startujące pod jego szyldem) uzyskały w nich 299 mandatów, Czesi 237, Niemcy – 18, Ślązacy Kożdonia 10, a komuniści 37. Wybory można więc uznać za sukces aparatu propagandowego polskiej mniejszości, bo według oficjalnych statystyk czeskich z 1931 roku Polacy stanowili na terenie Śląska Cieszyńskiego jedynie 26% mieszkańców.

## Główni działacze
- Leon Wolf (prezes), Karol Junga, Wacław Olszak, Jan Olszak, Augustyn Łukosz